# Cercospora acalyphae
Cercospora acalyphae är en svampart som beskrevs av Peck 1883. Cercospora acalyphae ingår i släktet Cercospora och familjen Mycosphaerellaceae.   Inga underarter finns listade i Catalogue of Life.